# Vliegbasis Khmeimim
Vliegbasis Khmeimim (ook: Vliegbasis Hmeimim) (Arabisch: قاعدة حميميم الجوية, Qāʿidat Ḥumaimīm al-ǧauwiyya, Russisch: Авиабаза Хмеймим, Aviabaza Chmejmim) is een militair vliegveld ten zuidoosten van de Syrische stad Latakia. De vliegbasis is in gebruik bij de Russische luchtmacht. De vliegbasis is een uitbreiding van de Luchthaven Bassel Al-Assad en deelt daarmee ook faciliteiten. De vliegbasis werd medio 2015 gebouwd en op 30 september 2015 in gebruik genomen.
De Russische luchtmacht heeft onder meer de volgende vliegtuigen op Khmeimim gestationeerd: Soechoj Soe-35, Soechoj Soe-34 en Soechoj Soe-24; evenals Mil Mi-35 en Mil Mi-8 helikopters.

## Ongelukken en incidenten
- Bij beschietingen door islamitische rebellen van de vliegbasis op 31 december 2017 kwamen twee Russische militairen om het leven en werden ten minste zeven vliegtuigen zwaar beschadigd.[2][3]
- Op 6 maart 2018 verongelukte een Antonov An-26 transportvliegtuig toen het probeerde te landen op Khmeimim. Vanwege een technisch defect stortte het toestel 500 meter voor de landingsbaan neer. Alle 32 inzittenden kwamen om het leven.[4]
- Op 17 september 2018 werd een Russische Iljoesjin Il-20 neergeschoten door de Syrische luchtverdediging bij een eigen-vuur-incident. Bij het naderen van Khmeimim vanaf de Middellandse Zee werd het vliegtuig geraakt door een S-200-luchtdoelraket en stortte vervolgens in zee. Vijftien Russische militairen kwamen hierbij om het leven. Het Russische Ministerie van Defensie zei dat vier Israëlische F-16 straaljagers doelen hadden aangevallen in Latakia en in de buurt vlogen. De Syriërs probeerden de Israëlische vliegtuigen aan te vallen.[5]

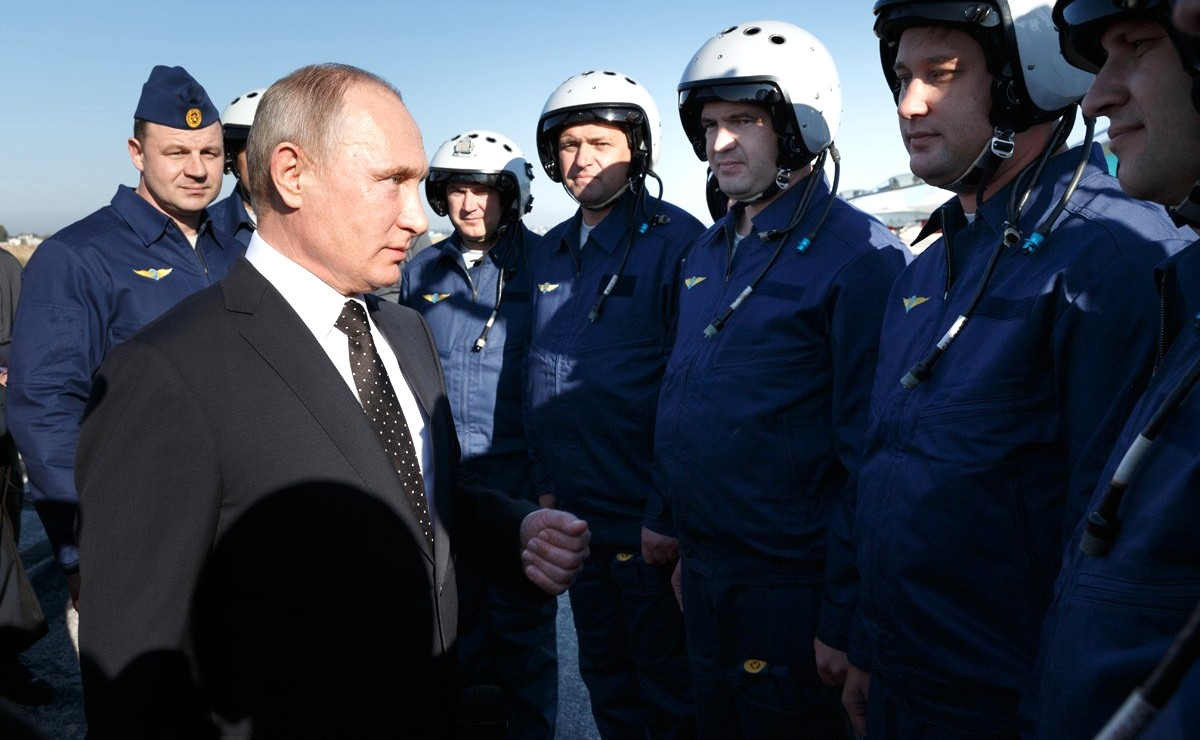
Vladimir Poetin en Russische piloten op Vliegbasis Khmeimim op 11 december 2017.

## Drone-aanvallen
Sinds begin 2018 vinden aanvallen met gewapende drones op de vliegbasis plaats.
Op 6 januari 2018 hebben Russische troepen een aanval van een zwerm drones op de vliegbasis afgeslagen. Tien drones met explosieven daalden neer op de basis. Een dag eerder werd de nabijgelegen Russische marinebasis Tartus door drie drones aangevallen. De aanvallen hebben geen schade veroorzaakt. Het Russische Ministerie van Defensie stelde dat de lanceerlocatie van de drones zich bevond in het zuidwesten van de provincie Idlib en dat de drones alleen konden worden verkregen uit een land dat hightech mogelijkheden bezit voor het leveren van satellietnavigatie en afstandsbediening. Rusland verwees naar betrokkenheid van de Verenigde Staten, maar de VS ontkenden iets met de aanvallen te maken te hebben.
Andere drone-aanvallen op Khmeimim vonden plaats in april en de maanden juni tot oktober 2018, in augustus 2019, en in januari en februari 2020.